# John Lindow
John Lindow (1946) es un catedrático de la Universidad de California en Berkeley especializado en estudios escandinavos y folclore medieval. 
Tras terminar su doctorado, en 1972, en lenguas y literatura germanas en la Universidad Harvard, comenzó a enseñar en Berkeley en 1978. Fue nombrado académico de la Real Academia Gustave Adolphe en 1977.

## Obra

### Algunas publicaciones
- Lindow, John (1976) Comitatus, individual and honor: Studies in north Germanic institutional vocabulary, University of California Press[2]

- Lindow, John (1978) Swedish legends and folktales, Berkeley : University of California Press[3]

- Lindow, John (1997) Murder Vengeance among the Gods: Baldr in Scandinavian Mythology, Helsinki : Suomalainen tiedeakatemia, Academia Scientiarum Fennica[4]

- Lindow, John (2001) Handbook of Norse mythology, Santa Barbara, Calif.[5] también publicado como Lindow, John (2001). Norse Mythology: A Guide to the Gods, Heroes, Rituals, and Beliefs. Oxford University Press. ISBN 0-19-515382-0.

### Últimos artículos
- "Akkerisfrakki: Traditions Concerning Óláfr Tryggvason and Hallfreddr Óttarsson vandraskáld and the Problem of the Conversion." J. of English and Germanic Philology 108 (2007): 64-80.

- "Poets and Poetry in Myth and Life: The Case of Bragi." In: Old Norse Religion In Long-Term Perspectives: Origins, Changes And Interactions: An International Conference in Lund, Sweden June 3-7, 2004. Vägar till Midagård, 8. Ed. Anders Andrén, Kristina Jennbert, and Catharine Raudvere (Lund: Nordic Academic Press, 2006), 21-25.

- "Cultures in Contact." Old Norse Myths, Literature and Society, ed. Margaret Clunies Ross. The Viking Collection, v. 14. (Odense: University Press of Southern Denmark, 2003), 89-109.

- "Myth Read as History: Odin in Snorri Sturluson's Ynglinga Saga." Myth: A New Symposium, ed. Gregory Schrempp and William Hansen. (Blomington & Indianapolis: University of Indiana Press, 2002), 107-123.

- "The Tears of the Gods: A Note on the Death of Baldr in Scandinavian Mythology." J. of English & Germanic Philology 101 (2002): 155-169.

- "Norse Mythology and the Lives of the Saints." Scandinavian Studies 73 (2001): 437-456

## Literatura
- Lindow, John (2001). Norse Mythology: A Guide to the Gods, Heroes, Rituals, and Beliefs. Oxford University Press. ISBN 0-19-515382-0.